# 敬一堂 (上海)
敬一堂，俗称老天主堂，是中国上海的第一座天主教堂，创建于明朝，位于上海老城厢、今黄浦区梧桐路福佑路第一小学分部内。

## 历史
1553年（嘉靖三十二年），四川布政使潘允端在家乡上海县城内安仁里兴建豪华的宅邸（在兴建豫园之前），主厅名为世春堂，楠木梁柱，飞檐翘角，木雕精美，高15米，宽16米，进深12米。
1640年（崇祯十三年），意大利籍耶穌會传教士潘国光来到上海，徐光启孙女潘玛尔蒂纳资助他购得此处宅邸，将世春堂改为教堂，名为敬一堂，奉耶稣救世主为主保。同时在院内建造了观星台。
1731年（清雍正九年），雍正帝宣布查禁天主教，没收各地天主教堂。上海敬一堂改为关帝庙，1748年（乾隆十三年），上海道台翁藻和上海县知县利用西面的神父住院开设申江书院，1771年又更名为敬业书院（今上海市敬业中学前身）。
1846年，清廷取消禁教令，承认天主教的合法地位，法国传教士向上海道台索要敬一堂，上海道台以其已经改作他用，不同意归还，而是另外用城外董家渡、洋泾浜等处地点抵换，随后在董家渡建成了天主教南京教区的主教座堂圣方济各沙勿略堂，在洋泾浜建成了圣若瑟堂。
1861年（咸丰十一年），太平天国战争期间，法军司令孟斗班出面干预，使得上海道台同意将老天主堂归还天主教会。次年，关帝庙和敬业书院迁址，天主教会收回教堂，并加以重修。此教堂建筑完全为中国式样，仅有花窗玻璃等为西式，可容300人。
1937年淞沪会战爆发，老城厢北部被划为难民区，敬一堂为难民救济点。1940年，该堂举行建堂300周年庆祝。
1959年，在“献堂献庙”运动高潮中，敬一堂被关闭，归属梧桐路第二小学（原天主教上智小学，1952年被政府接管），用作礼堂、活动室，神父住院则改为幼儿园。   
1959年5月26日，敬一堂被公布为上海市文物保护单位，1966年11月11日撤销。1981年5月18日，敬一堂又被列为南市区文物保护单位。2000年5月22日，以世春堂为名重新被列入区文物保护单位。2014年4月4日，以世春堂为名重新被公布为上海市文物保护单位。该堂的结构至今保存完好。梧桐路第二小学已停办，改为福佑路第一小学分部。